# Crab Orchard (Tennessee)
Pour les articles homonymes, voir Crab Orchard.
Crab Orchard est une municipalité américaine située dans le comté de Cumberland au Tennessee. Selon le recensement de 2010, sa population est de 752 habitants.
La municipalité s'étend sur 11,11 milles carrés (28,77 km2). Elle donne son nom à la pierre de Crab Orchard, du grès extrait d'une mine locale qui orne de nombreux bâtiments de la région.
La localité est fondée au XVIIIe siècle. Elle doit son nom à ses pommiers sauvages (en anglais : crabapple trees),. Crab Orchard devient une municipalité en 1973.